# Камянская волость (Херсонский уезд)
Камянская волость — административно-территориальная единица Херсонского уезда Херсонской губернии.
По состоянию на 1886 год состояла из 1 поселения, 1 сельской общины. Население 3823 человек (1928 мужского пола и 1895 женского), 623 дворовых хозяйства.
|                        | Площадь, десятин | В том числе пахотной, дес. |
| ---------------------- | ---------------- | -------------------------- |
| Сельских общин         | 16 899           | 13 645                     |
| Казенной собственности | 1312             | 388                        |
| Другой собственности   | 130              | 130                        |
| Всего                  | 18 341           | 14 163                     |

Поселения волости:
- Каменка (Константиновка) — село при реке Каменка в 175 верстах от уездного города, 3823 человека, 623 двора, церковь православная, школа, 3 лавки, земская станция, 3 ярмарки, базар каждый понедельник.